# 小池健男
小池 健男（こいけ たけお、1925年(大正14年)4月1日 - ）は、日本のフランス文学者。
福島県福島市生まれ。1956年東京教育大学卒、58年同大学院修士課程修了、1966年同助教授、1977年筑波大学助教授、大妻女子大学短期大学部教授。

## 著書
- 『藤村とルソー』双文社出版、2006

### 翻訳
- ルネ・デカルト『方法叙説』三宅徳嘉共訳、「著作集」白水社、 新版・白水Uブックス 2005
- ベルンハルト・グレトゥイゼン『ジャン=ジャック・ルソー』法政大学出版局　叢書・ウニベルシタス、1978
- ルネ・ジラール編『世の初めから隠されていること』法政大学出版局 叢書・ウニベルシタス、1984
- ルネ・ジラール『邪な人々の昔の道』法政大学出版局 叢書・ウニベルシタス、1989
- ジャン・スタロバンスキー『病のうちなる治療薬 啓蒙の時代の人為に対する批判と正当化』川那部保明共訳 法政大学出版局 叢書・ウニベルシタス、1993
- ルネ・ジラール『このようなことが起こり始めたら… ミシェル・トゥルゲとの対話』住谷在昶共訳 法政大学出版局 叢書・ウニベルシタス、1997

## 参考
- 『現代日本人名録』2002年